# عرفان خان
عرفان خان (به انگلیسی: Irrfan Khan) (زادهٔ ۷ ژانویهٔ ۱۹۶۷ در جی‌پور – درگذشتهٔ ۲۹ آوریل ۲۰۲۰ در بمبئی) هنرپیشه اهل هند بود که در خانواده‌ای مسلمان در راجستان زاده شد. وی دارای مدرک کارشناسی ارشد رشته بازیگری بود. از فیلم‌های سرشناس او می‌توان به میلیونر زاغه‌نشین، زندگی پی و دنیای ژوراسیک اشاره کرد.

## کودکی
عرفان خان در ۷ ژانویهٔ ۱۹۶۷ در خانواده‌ای ساده و مسلمان در ایالت راجستان هند چشم به جهان گشود. با این که در کودکی اجازهٔ رفتن به سینما را نداشت، عشق به بازیگری در او ریشه گرفت. او برای تحصیل هنرپیشگی از راجستان به پایتخت هند، دهلی نو رفت.

## زندگی حرفه‌ای
عرفان خان در دهه ۱۹۹۰ (میلادی) برای بازی در فیلم و تئاتر به بمبئی رفت. اما تا چند سال تنها توانست در سریال‌های تلویزیونی نقش‌هایی کوچک بازی کند.
در سال ۲۰۰۱ آصف کاپادیا، فیلم‌ساز بریتانیایی، از او دعوت کرد که نقش اصلی را در فیلم جنگجو بازی کند. او با بازی در همین فیلم نه تنها به موفقیتی بزرگ دست یافت بلکه توجه هالیوود را نیز برانگیخت و توانست خودش را در سینمای بین‌المللی مطرح کند. حضور در این فیلم هندی-انگلیسی جایزه بفتا را برای او به همراه داشت. استقبال منتقدان از این فیلم موجب پیشرفت حرفه‌ای او در دو دههٔ پس از آن شد و معمولاً سالانه در پنج یا شش فیلم بازی می‌کرد.
او در سال ۲۰۰۶ در فیلم نام خانوادگی به کارگردانی میرا نایر، نقش‌آفرینی کرد. عرفان خان نشان داد که علاوه بر نقش‌های ساده و کلیشه‌ای سینمای بالیوود می‌تواند به خوبی در فیلم‌های هنرمندانه نیز هنرنمایی کند. میرا نایر فیلم‌سازی بود که استعداد عرفان خان را در مدرسهٔ فیلم‌سازی کشف کرد و او همواره ارتباطش را با میرا نایر حفظ کرد؛ اما بازیش در فیلم تحسین شده سلام بمبئی را حذف کرد. این دو نفر در فیلم‌های نام خانوادگی (۲۰۰۶)، نیویورک و دوستت دارم (۲۰۱۰) همکاری کردند.
عرفان خان افزون بر فیلم‌های مطرح بالیوود نظیر ظرف ناهار، پیکو و مدرسهٔ هندی در فیلم‌های مشهور هالیوودی چون میلیونر زاغه‌نشین، زندگی پی و دنیای ژوراسیک، مرد عنکبوتی شگفت‌انگیز نیز بازی کرد. آخرین فیلم او مدرسهٔ انگلیسی بود که در مارس ۲۰۲۰ بر روی پرده رفت. او همچنین با گلشیفته فراهانی بازیگر ایرانی در فیلم آواز عقرب‌ها در سال ۲۰۱۷ همبازی بود.
عرفان خان در فیلم قلب قدرتمند به کارگردانی مایکل وینترباتم نقش یک افسر پلیس پاکستانی را بازی کرد. وس اندرسن نقشی کوتاهی در فیلم دارجلینگ محدود برای او نوشت فقط برای اینکه می‌خواست با عرفان خان همکاری کند.
عرفان خان به دلیل اجراهای ظریف و بدون اغراقش شناخته می‌شد و بسیاری او را یکی از با استعدادترین بازیگران سینمای هند می‌دانستند.

## زندگی شخصی
در فوریه ۱۹۹۵، عرفان خان با سوتاپا سیکدار نویسنده و فارغ‌التحصیل مدرسه ملی درام ازدواج کرد. آنها دو پسر دارند.
عرفان خان در بازی کریکت مهارت داشت و به عنوان بازیکن نوظهور زیر ۲۳ سال برگزیده شده بود. اما به دلیل مشکلات مالی، نتوانست در تورنومنت آن شرکت کند.
در سال ۲۰۱۲ او نام خود را از "Irfan" به "Irrfan" تغییر داد. او گفت که صدای یک "r" اضافی را در نام خود دوست دارد. وی بعد «خان» را نیز از نام خود حذف کرد. زیرا - بر پایه مصاحبه‌ای در سال ۲۰۱۶ - می‌خواست که به خاطر کار، و نه تبار خود شناخته شود.

## بیماری
عرفان خان در ۵ مارس ۲۰۱۸ از طریق حساب توییتر خود اعلام کرد که به یک نوع بیماری نادر مبتلا شده‌است. وی در توییتر نوشت: «زندگی من در پانزده روز گذشته به داستانی پر از تعلیق تبدیل شده‌است. فکر نمی‌کردم در جستجوی داستان‌های نادر، یک بیماری نادر پیدا کنم.» وی از هوادارانش خواست دربارهٔ بیماری او گمانه‌زنی نکنند و اجازه دهند تا خودش پس از اعلام نتیجهٔ تشخیص پزشکان ماجرا را با آن‌ها در میان بگذارد. عرفان خان در نامه سرگشاده‌ای از تجربه خود در مبارزه با سرطان و «شدت» درد و تأثیر آن بر «بی‌ثباتی» زندگی خود گفت.

## درگذشت
عرفان خان در سن ۵۳ سالگی به دلیل ابتلا به سرطان نورواندوکرین درگذشت. او سه‌شنبه ۲۸ آوریل، یک روز پیش از درگذشت، به دلیل عفونت روده بزرگ در بخش مراقبت‌های ویژه بیمارستان کوکیلابن دیروبای امبانی بمبئی بستری شده بود. او سه روز پس ازدست‌دادن مادرش در بیمارستان بستری شده‌بود.

## فیلم‌شناسی
فهرست برخی از فیلم‌هایی که عرفان خان در آنها بازی کرده‌است:
- سلام بمبئی (۱۹۸۸)
- دید (۱۹۹۰)
- مرگ یک دکتر (۱۹۹۰)
- کمین (۲۰۰۰)
- اشتباه (۲۰۰۱)
- جنگجو (۲۰۰۱)
- گناه (۲۰۰۲)
- لباس سیاه (۲۰۰۲)
- قتل قراردادی (۲۰۰۳)
- حاصل (۲۰۰۳)
- مقبول (۲۰۰۳)
- مه (۲۰۰۳)
- پیاده‌رو (۲۰۰۳)
- آن (۲۰۰۴)
- حشیش (۲۰۰۴)
- سایه‌های زمان (۲۰۰۵)
- بیماری (۲۰۰۵)
- چهره (۲۰۰۵)
- هفت و نیم دور (۲۰۰۵)
- فیلم-صدا (۲۰۰۵)
- شکلات (۲۰۰۵)
- چی می‌شد اگه (۲۰۰۶)
- جاده مرگ (۲۰۰۶)
- سرباز (۲۰۰۶)
- قاتل (۲۰۰۶)
- نام خانوادگی (۲۰۰۶)
- آسمان ما (۲۰۰۷)
- زندگی در مترو (۲۰۰۷)
- قسمت (۲۰۰۷)
- دارجلینگ محدود (۲۰۰۷)
- قلب قدرتمند (۲۰۰۷)
- تولسی (۲۰۰۸)
- گمشده (۲۰۰۸)
- یک‌شنبه (۲۰۰۸)
- بمبئی زندگی من (۲۰۰۸)
- چهار دیوانه (۲۰۰۸)
- چمکو (۲۰۰۸)
- قلب کبدی (۲۰۰۸)
- میلیونر زاغه‌نشین (۲۰۰۸)
- نیویورک، دوست دارم (۲۰۰۸)
- نیویورک (۲۰۰۹)
- بیلوی آرایشگر (۲۰۰۹)
- کارخانه اسید (۲۰۰۹)
- هیس (۲۰۱۰)
- ناک اوت (۲۰۱۰)
- راست یا دروغ (۲۰۱۰)
- ۷ قتل بخشش (۲۰۱۱)
- زندگی این سال (۲۰۱۱)
- متشکرم (۲۰۱۱)
- پان سینگ تومار (۲۰۱۲)
- مرد عنکبوتی شگفت‌انگیز (۲۰۱۲)
- زندگی پی (۲۰۱۲)
- ظرف نهار (۲۰۱۳)
- استاد، همسر و گنگستر بازمی‌گردند (۲۰۱۳)
- دی-دی (۲۰۱۳)
- حیدر (۲۰۱۴)
- ولگرد (۲۰۱۴)
- قصه (۲۰۱۵)
- شمشیر (۲۰۱۵)
- احساس (۲۰۱۵)
- پیکو (۲۰۱۵)
- دنیای ژوراسیک (۲۰۱۵)
- دوزخ (۲۰۱۶)
- خیمه‌شب‌باز (۲۰۱۶)
- کتاب جنگل (۲۰۱۶)
- بدون تخت گل رز (۲۰۱۷)
- آواز عقرب‌ها (۲۰۱۷)
- مدرسه هندی (۲۰۱۷)
- تقریباً مجرد (۲۰۱۷)
- باج‌گیری (۲۰۱۸)
- پازل (۲۰۱۸)
- کاروان (۲۰۱۸)
- مدرسه انگلیسی (۲۰۲۰)

## جوایز
| سال  | فیلم           | جایزه               | بخش                     | نتیجه    | منبع   |
| ---- | -------------- | ------------------- | ----------------------- | -------- | ------ |
| ۲۰۰۴ | حاصل           | جایزه فیلم‌فیر       | بهترین بازیگر نقش منفی  | برنده    | [ ۲۵ ] |
| ۲۰۰۷ | نام خانوادگی   | جایزه مستقل اسپیریت | بهترین نقش مکمل مرد     | نامزدشده | [ ۲۶ ] |
| ۲۰۰۸ | زندگی در مترو  | جایزه فیلم‌فیر       | بهترین نقش مکمل مرد     | برنده    | [ ۲۵ ] |
| ۲۰۱۱ | —              | پادما شری           | هنرها                   | برنده    | [ ۲۷ ] |
| ۲۰۱۳ | پان سینگ تومار | جایزه ملی فیلم      | بهترین بازیگر           | برنده    | [ ۲۸ ] |
| ۲۰۱۳ | پان سینگ تومار | جایزه فیلم‌فیر       | بهترین بازیگر           | نامزدشده | [ ۲۵ ] |
| ۲۰۱۳ | پان سینگ تومار | جایزه فیلم‌فیر       | بهترین بازیگر (منتقدین) | برنده    | [ ۲۵ ] |
| ۲۰۱۴ | ظرف نهار       | جوایز فیلم آسیایی   | بهترین بازیگر           | برنده    | [ ۲۹ ] |
| ۲۰۱۸ | مدرسه هندی     | جایزه فیلم‌فیر       | بهترین بازیگر           | برنده    | [ ۳۰ ] |
| ۲۰۱۸ | مدرسه هندی     | جایزه فیلم‌فیر       | بهترین بازیگر (منتقدین) | نامزدشده | [ ۳۱ ] |